# Himara
Himara (albanisch auch Himarë; griechisch Χειμάρρα Chimárra) ist eine Kleinstadt an der Küste des Ionischen Meeres im Süden Albaniens im Qark Vlora. Sie ist politisches und wirtschaftliches Zentrum der Albanischen Riviera, dem abgelegenen Küstenabschnitt nördlich von Saranda bis zur Adria. Die Bashkia von Himara umfasst die ganze Riviera, weshalb mit Himara oft auch umliegende Orte gemeint sind.

## Geographie

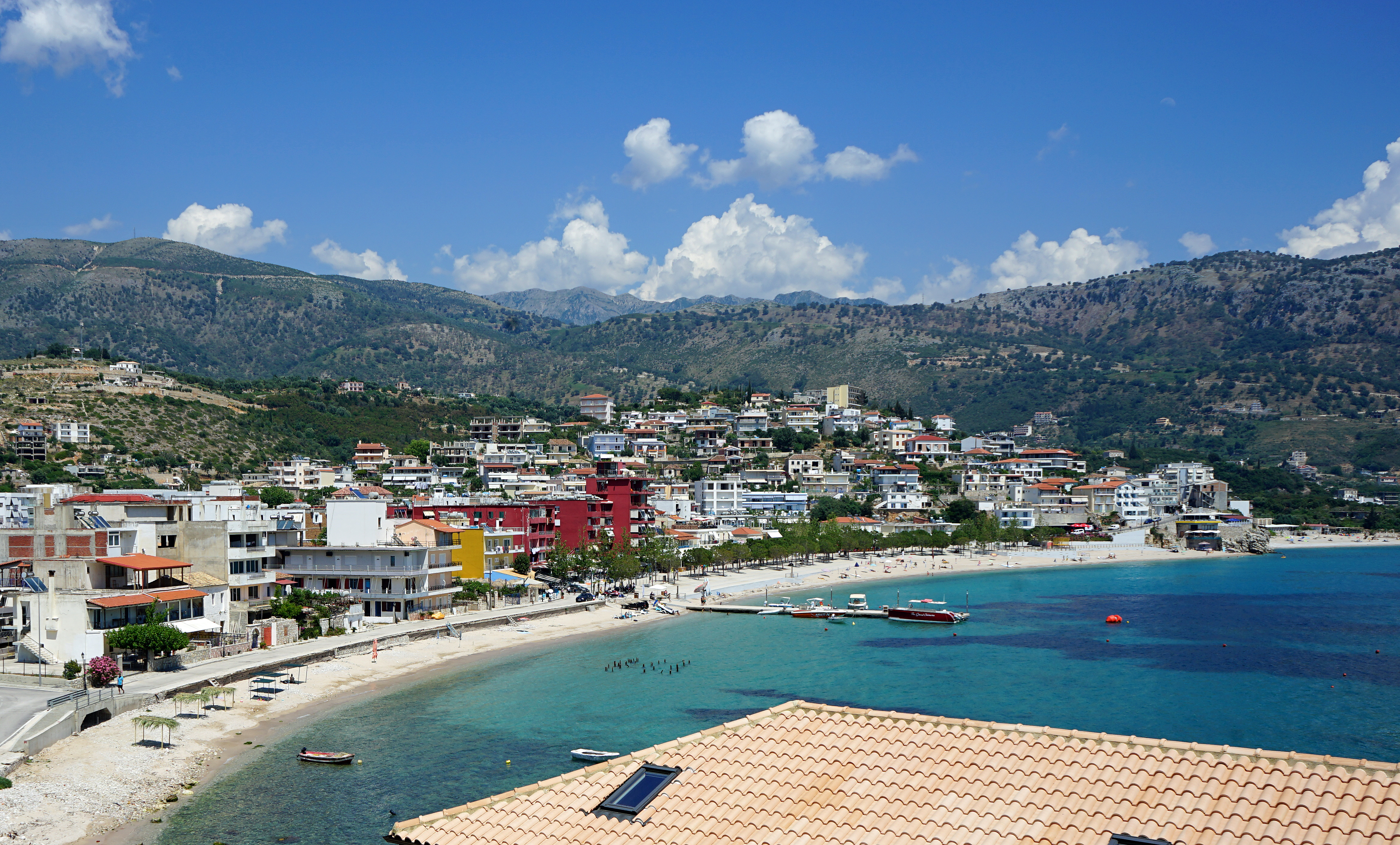
Ortszentrum Himaras an der Bucht (2021)

Himara liegt abgelegen durch das Ceraunische Gebirge vom Rest des Landes getrennt. Die Nationalstraße SH8 entlang der Küste ist sehr kurvenreich. Für die rund 70 Kilometer lange Strecke über den Llogara-Pass in die Qarkhauptstadt Vlora benötigt man oft mehr als zwei Stunden. 
Dank der Abgeschiedenheit ist die Natur an der Albanischen Riviera noch recht unberührt.
Der neue Stadtteil von Himara liegt direkt am Meeresufer an einer langgezogenen Bucht mit Sandstrand. Er ist im 21. Jahrhundert mit dem boomenden Tourismus stark gewachsen. Alt-Himara liegt etwas landeinwärts auf einem Hügel. Es ist geprägt von alten Steinhäusern und steilen, schmalen und daher autofreien Gassen. Auf dem Hügel gibt es Grundwasser, und oben konnte man sich Angriffen von der Seeseite her besser erwehren. Deshalb wurde hier schon in der Antike eine Siedlung angelegt. Die Burg mit ihrer Kirche ist heute verfallen.
Handelsschiffe fahren den Hafen von Himara kaum an. Er wird mehrheitlich von Fischerbooten und Ausflugsbooten genutzt.
Zum Gebiet der Bashkia Himara zählt seit 2015 die ganze Riviera und auch das obere Shushicatal. Die Gemeinde ist in die drei Njësitë administrative (Verwaltungseinheiten) Himara, Lukova und Horë-Vranisht gegliedert. Die ganze Gemeinde Himara hat 8328 Einwohner (Volkszählung 2023).
Die Njnësia administrative Himara umfasst die Dörfer Palasa, Gjileka, Dhërmi, Ilias, Gjipa, Vuno, Jala, Himara, Pilur und Kudhës. Hier leben 3901 Einwohner (Volkszählung 2023); rund die Hälfte davon gemäß lokalen Behörden im Ort Himara. Im Süden schließt die Njësia administrative Lukova an, zu der die Dörfer Çorraj, Qeparo, Borsh, Piqeras, Shënvasil, Fterra, Lukova, Qazim Pali, Nivica und Sasaj gehören. Östlich im Landesinneren liegt die Njësia administrative Horë-Vranisht mit den Dörfern Vranisht, Kuç, Kuç Buronja, Bolena, Kallarat und Tërbaç, die teilweise zum Kurvelesh gehören.
| Name          | Einwohner 2023 | Einwohner 2011 |
| ------------- | -------------- | -------------- |
| Himara        | 3901           | 2822           |
| Horë-Vranisht | 1849           | 2080           |
| Lukova        | 2578           | 2916           |
| Total         | 8328           | 7818           |

Der Bevölkerungsanstieg um 6,5 % in den Jahren seit 2011 liegt vielleicht am touristischen Aufschwung der Region, vielleicht auch am Boykott der Volkszählung 2011 durch Teile der griechischen Minderheit.
In Himara leben Angehörige der griechischen Minderheit. Genaue Zahlen über die Aufteilung der Bevölkerungsgruppen liegen nicht vor. Die Bewohner der Dörfer Himara, Dhërmi und Palasa kommunizieren heute noch im Alltag mehrheitlich auf Griechisch, während in Ilias, Vuno, Qeparo, Kudhës und Pilur hauptsächlich Albanisch gesprochen wird.
Während zu Zeiten des Kommunismus die albanische Sprache in der Öffentlichkeit vorherrschte, hat es danach eine deutliche Renaissance des Griechischen in Himara gegeben. Eine große Rolle spielt dabei die Arbeitsmigration nach Griechenland. Die Wanderarbeiter aus dem Süden Albaniens, die zum Teil mehrfach im Jahr, zum Teil nur im Urlaub in ihre Heimat zurückkehren, bringen auch griechische Einflüsse mit.
Die Sprachenfrage führt in Himara immer wieder zu wissenschaftlichen Streitigkeiten und politischen Spannungen. Griechische und albanische Historiker sind sich uneinig, ob die griechische Minderheit alteingesessen ist oder nicht. Politisch geht es dabei um die Frage, ob Himara den Status einer Minderheitengemeinde erhält. Bei den Wahlen 1999 und 2003 kam es in Himara zu Zwischenfällen, da sich die griechische Minderheit benachteiligt fühlte. Ein Gericht in Vlora verurteilte den griechischstämmigen Bürgermeister im Frühjahr 2009 zu einer mehrmonatigen Haftstrafe, nachdem er Ende 2007 Straßenschilder, die nur auf Albanisch angeschrieben waren, entfernen ließ. Die Spannungen eskalierten im Sommer 2010 in der Ermordung eines griechischstämmigen Bewohners. 2023 wurde Himara wieder zum internationalen Politikum, nachdem im Vorfeld der Kommunalwahlen 2023 der griechischstämmige Kandidat Fredi Beleri der Opposition (PBDNJ) wegen Stimmenkauf verhaftet wurde. Beleri erhielt trotzdem am meisten Stimmen, war aber ein halbes Jahr später noch immer nicht vereidigt. Griechenland blockierte deshalb die Aufnahme der Beitrittsverhandlungen Albaniens mit der Europäischen Union.
Seit 2009 gibt es in Himara eine griechische Schule.

## Geschichte
Die Region ist schon lange besiedelt. Bei Himara wurden drei Tumuli entdeckt, die rund 3500 Jahre alt sein dürften. Die Herkunft der ersten Bewohner Himaras (vielleicht Chaoner, Illyrer eines anderen Stammes oder aber griechische Kolonisten aus Korfu) ist nicht restlos geklärt. Teile der Befestigung von Alt-Himara werden ins 4.–3. Jahrhundert v. Chr. datiert. Im 2. Jahrhundert v. Chr. wurde die Gegend von den Römern erobert und zunächst der Provinz Macedonia zugeschlagen. Im Bürgerkrieg zog das Heer Julius Caesars von Oricum an Himara vorbei nach Griechenland, nachdem es wenige Kilometer nördlich gelandet war. Bei der endgültigen Teilung des Römischen Reiches (395) fiel Epirus und mit dieser Region auch Himara an das griechisch geprägte Ostreich.

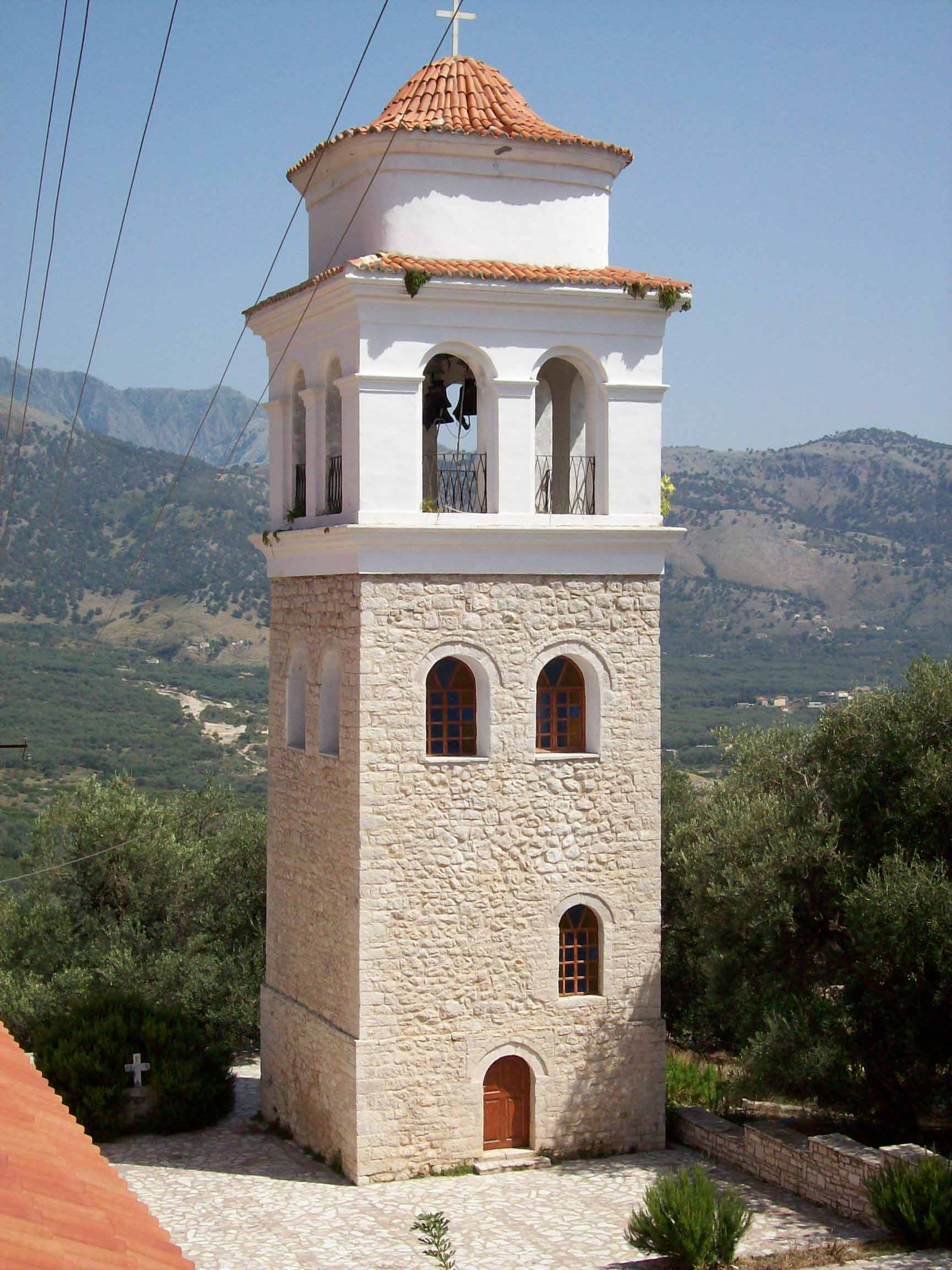
Glockenturm der orthodoxen Allerheiligenkirche

Auch aus dem Mittelalter gibt es nur wenige zuverlässige Nachrichten über Himara. Einige Zeit war der Ort Sitz eines orthodoxen Bischofs, als solcher ist Himara im 9. und 10. Jahrhundert sowie in einer byzantinischen Urkunde von 1020 bezeugt. Die meiste Zeit lag Himara im Grenzgebiet verschiedener rivalisierender Reiche. Der Ort konnte sich aufgrund dessen eine gewisse Autonomie erwerben. Ende des 9. Jahrhunderts reichte das Bulgarische Reich bis an die Küste von Himara. 1085 verheerten die Normannen die Gegend.
Nach dem 4. Kreuzzug brach die Herrschaft von Byzanz am Ionischen Meer zusammen. Nachfolgestaat war hier das Despotat Epirus, dessen wechselvolles Schicksal Himara bis in die zweite Hälfte des 13. Jahrhunderts teilte. Seit dieser Zeit unterhielten die Himarioten eine eigene Flotte, die sie zum Schutz ihres Gebietes ebenso wie für die Piraterie verwendeten. Himara selbst – das Dorf am Berg – wurde stark befestigt. Vermutlich 1277 kam Himara unter die Herrschaft des neapolitanischen Königs Karl von Anjou. Seit etwa 1375 gehörte Himara zum Besitz der Ballsha, die sich aber nur 20 Jahre als Stadtherren behaupten konnten.
Ende des 14. Jahrhunderts begannen die Osmanen mit der Eroberung der christlichen Herrschaften im Gebiet des heutigen Südalbanien. Um 1420 war die ganze Region – abgesehen von Himara und dem venezianischen Butrint – unter türkischer Kontrolle.
1481 machten die Himarioten einen Aufstand gegen die Osmanen, die nur nominell die Oberherrschaft über Himara ausübten. Mit ihrer Flotte störten sie den türkischen Nachschub ins italienische Otranto, das in jenem Jahr für kurze Zeit türkisch besetzt war. Die bewaffneten Unruhen der Himarioten gegen die osmanische Herrschaft dauerten bis zum Beginn des 16. Jahrhunderts an. 1492 fand sich Sultan Bayazid II. nach einem erfolglosen Feldzug sogar zu einem Abkommen bereit, in dem den Himarioten Autonomie gewährt wurde. Sultan Suleyman griff Himara 1537 erneut an, das zu diesem Zeitpunkt etwa 50 Dörfer der Umgebung beherrschte. Auch wenn sich die Himarioten auf Dauer nicht gegen die Türken behaupten konnten, blieb die Herrschaft der Osmanen über die fast nur vom Meer zugängliche Region immer schwach.
1798 eroberte Tepedelenli Ali Pascha Himara und verleibte die Stadt seiner Herrschaft ein. In einer geschützten Bucht südlich von Himara errichtete er die Festung Porto Palermo. Mit dem Tod Ali Paschas gelangte Himara 1822 wieder unter die Herrschaft Istanbuls. 1833 beteiligten sich die Himarioten an einem antitürkischen Aufstand. 1912 wurde Himara Teil des unabhängigen Albanien. In der Zwischenkriegszeit war Himara zeitweise ein eigener Unterbezirk innerhalb der Präfektur Vlora. 1940 rückte die griechische Armee bis nach Himara vor.
Am 21. Mai 2012 ereignete sich bei Himara ein schwerer Busunfall, bei dem 13 Studenten, darunter elf Studentinnen, ums Leben kamen und 20 weitere schwer verletzt wurden. Der Reisebus kam zwischen Vuno und Himara aus ungeklärten Gründen von der Straße ab und stürzte 80 Meter tief in eine Schlucht. Die Studenten der Universität Elbasan waren auf einem Ausflug nach Saranda, um ihren Abschluss zu feiern.

## Sehenswürdigkeiten

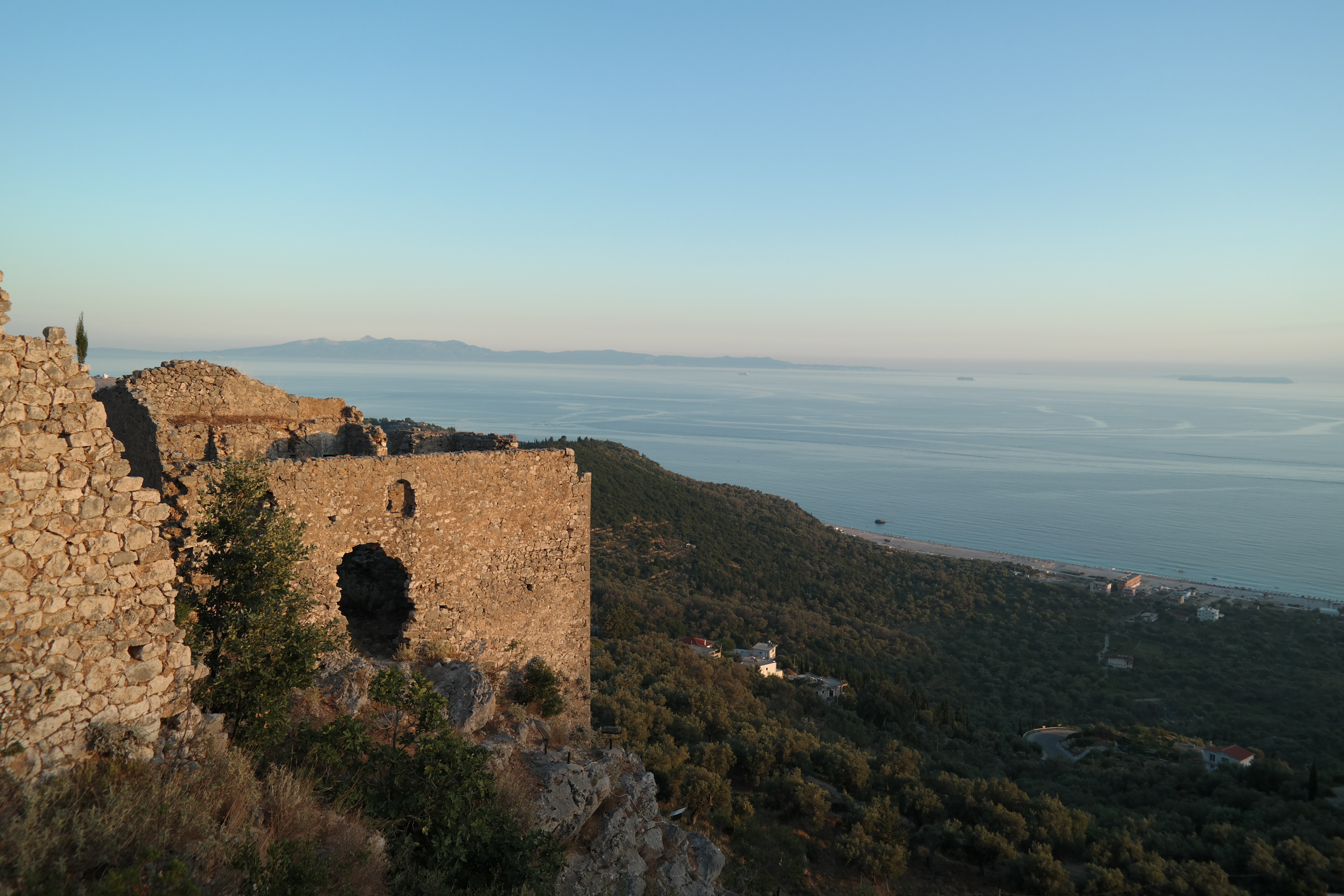
Blick von Alt-Himara aufs Meer

Einige Kilometer südlich von Himara liegt in der Bucht von Porto Palermo auf einer kleinen Halbinsel eine Festung, von der behauptet wird, dass sie Tepedelenli Ali Pascha zu Beginn des 19. Jahrhunderts erbauen ließ. Es ist jedoch anzunehmen, dass sie wesentlich älter ist und wahrscheinlich von der Republik Venedig etwa zur gleichen Zeit wie die ähnlich konstruierte Festung in Butrint erbaut wurde.
Ebenfalls dort, in einem militärischen Sperrgebiet gelegen, aber von der Festung und von der Küstenstraße gut zu sehen, ist eine ehemalige sowjetisch-albanische U-Boot-Basis mit einem in den Felsen getriebenen U-Boot-Bunker.
Wie Himara hat Qeparo einen hoch am Berg gelegenen alten Dorfkern. Borsh verfügt über eine Burganlage hoch über dem Dorf.

## Wirtschaft

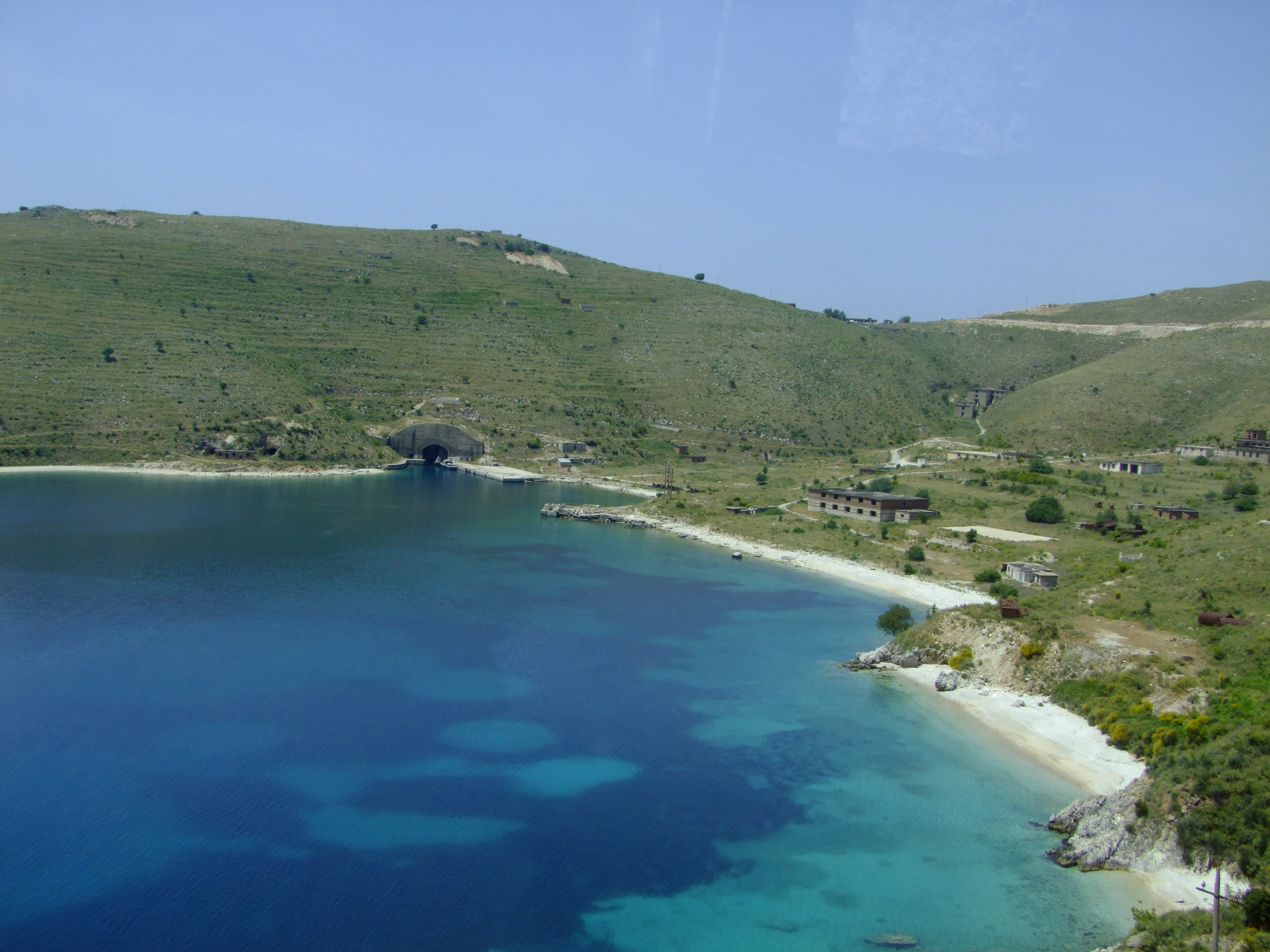
Ehemaliger sowjetischer U-Boot-Bunker südlich von Himara

Himara und die benachbarten Dörfer – insbesondere Dhërmi – sind beliebte Urlaubsziele der Albaner aus dem In- und Ausland. In den letzten Jahren sind zahlreiche Hotels, Appartement-Häuser, Restaurants und Läden entstanden. Wegen des raschen Wachstums ist die Infrastruktur dem Ansturm der Touristen im Sommer kaum gewachsen.
Außerhalb der Urlaubszeit ist in und um Himara wenig los. In den Dörfern leben fast nur noch alte Leute – viele junge arbeiten und leben in Griechenland. Neben der Landwirtschaft und den Touristen im Sommer gibt es kaum Einnahmequellen. Die wenigen Fabriken wurden geschlossen und der Marinestützpunkt der albanischen Marine ist halb verlassen. Fischerei lohnt sich kaum, da die Vertriebswege weit sind.

## Söhne und Töchter der Stadt
- Spyromilios (1800–1880), Generalleutnant
- Spyros Spyromilios (1864–1930), Offizier
- Neço Muko (1899–1934), iso-polyphoner Sänger
- Pyrros Dimas (* 1971), Gewichtheber
- Sotirios Ninis (* 1990), Fußballspieler